# المؤسسة الثقافية الأوكرانية
المؤسسة الثقافية الأوكرانية (UCF (بالأوكرانية: Український культурний фонд)‏) هي وكالة حكومية أوكرانية، تأسست عام 2017 من أجل تعزيز تنمية الثقافة والفن الوطنيين في البلاد، وتوفير ظروف مواتية لتنمية الإمكانات الفكرية للأفراد والمجتمع، ونشر التراث الثقافي الوطني على نطاق واسع، ودعم للتنوع الثقافي ودمج الثقافة الأوكرانية في الثقافة العالمية. يتم تنسيق أنشطة الصندوق من قبل وزارة الثقافة في أوكرانيا

## نبذة تاريخية
صرَّح عن فكرة إنشاء المؤسسة الثقافية الأوكرانية وزير الثقافة السابق يفهين نيشوك في أوائل عام 2017. وقد حفز هذه الرغبة بفكرة «تحقيق المساواة في الوصول إلى موارد المنظمات الثقافية والفنية في القطاعين الممول وغير الممول»، وكذلك حرمان الوزارة من «الوظائف غير التقليدية لتوزيع الأموال بين الجهات الفاعلة في المجال الثقافي». وقد أيّد المجلس الأعلى الأوكراني هذه الفكرة في في 23 مارس 2017، وأنشأ رسميًا المؤسسة الثقافية الأوكرانية.

## المهام
تتمثل الوظائف الرئيسية للمؤسسة في تعزيز وتنفيذ سياسة الدولة في مجال الثقافة والفن، وتطوير المجالات الحديثة للأنشطة الثقافية والفنية، وتحفيز تطوير المشاريع المبتكرة، ودعم المشاريع الدولية، وحفظ وتطبيق وترويج التراث الثقافي الوطني، ودعم الابتكارات الفنية، وتحفيز العمل الإبداعي للشخصيات الثقافية والفنية، ولا سيما الفنانين الشباب، ونشر الثقافة الأوكرانية، وتشكيل صورة إيجابية لأوكرانيا في العالم، ودعم المشاريع الثقافية للشتات الأوكراني.

## مجلس الإدارة

### رئاسة المؤسسة
يرأس المؤسسة بأساس طوعي من قبل الرئيس الذي يجب أن يكون، وفقًا للتشريعات الحالية، متخصصًا في مجال الثقافة، وذو سمعة حسنة، وثقافة عالية، ويتقن لغة الدولة (الأوكرانية) ويتحدث لغة أجنبية إضافية التي تكون إحدى اللغات الرسمية لمجلس أوروبا. ويُعين هذا الرئيس من وزارة الثقافة الأوكرانية.في 19 يناير 2018، عيّنت مارينا بوروشينكو، زوجة الرئيس الخامس لأوكرانيا بيترو بوروشينكو، في منصب رئيس المؤسسة الثقافية الأوكرانية. لكنها استقالت من هذا المنصب في 16 ديسمبر 2019. في 1 فبراير 2020، عُين القائد السابق لمسرح إيفان فرانكو الأكاديمي الوطني للدراما، ميخايلو زاخاركيفيتش، رئيسًا للمؤسسة الثقافية الأوكرانية.

### المدير التنفيذي
يقوم المدير التنفيذي بالإشراف على تنفيذ الإدارة التنظيمية والمالية المباشرة للتمويل، وفقًا للقانون، ويُنتخب من قبل مجلس الإشراف على الصندوق على أساس تنافسي مفتوح، وبعد ذلك يوقع عقد عمل مع وزارة الثقافة الأوكرانية. في 7 فبراير 2018، وبعد منافسة مفتوحة انتخبت يوليا فيديف رئيساً تنفيذياً للمؤسسة.